# Darmstadt
Darmstadt è una città extracircondariale di 162 243 abitanti dell'Assia, in Germania.
Sede amministrativa del distretto governativo (Regierungsbezirk) omonimo, pur non appartenendo ad alcun circondario, ospita la sede del circondario di Darmstadt-Dieburg. Fa inoltre parte della regione metropolitana Reno-Meno. Dopo Francoforte sul Meno, Wiesbaden e Kassel è la quarta città dell'Assia.

## Storia

### Origini

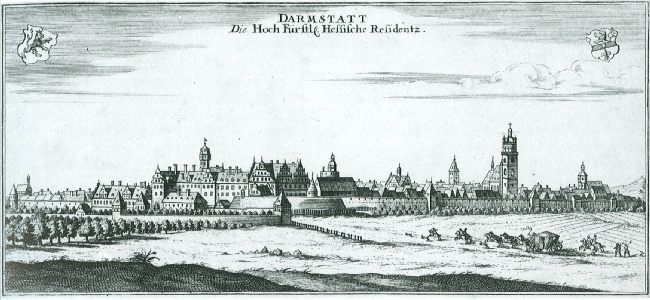
Darmstadt nel 1626.

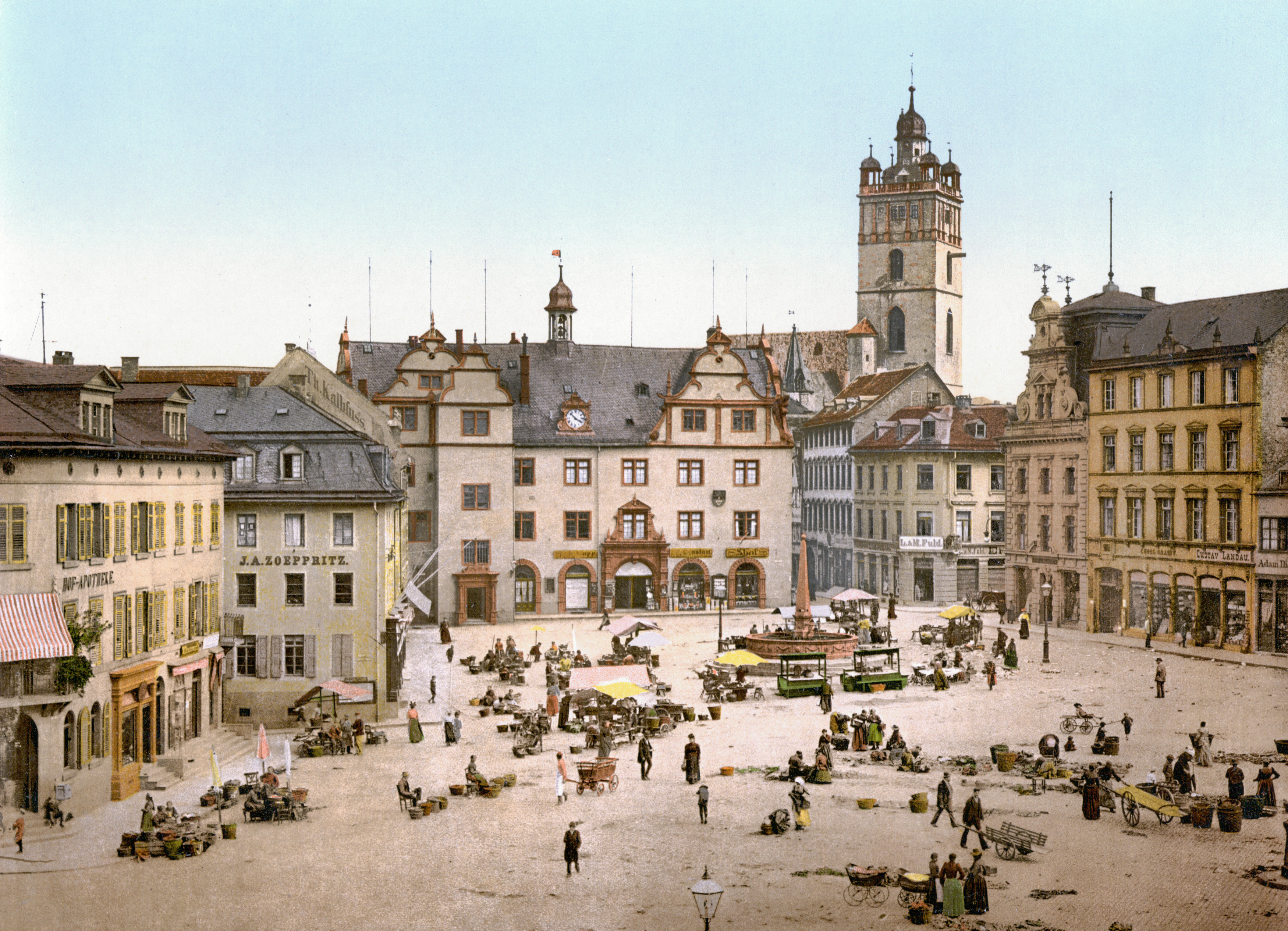
La 'Schlossplatz', una piazza del mercato di fronte al palazzo ducale intorno al 1900: una delle poche aree di questo genere sopravvissute alla seconda guerra mondiale.

Il nome Darmstadt compare per la prima volta verso la fine dell'XI secolo, all'epoca nella forma Darmundestat. Le origini del nome sono sconosciute. L'espressione 'Dar-mund' del medio basso tedesco viene tradotta come "strisce di terra paludose", ma potrebbe essere la storpiatura in dialetto locale di un altro nome. Anche gli abitanti spesso credono, erroneamente, che il nome derivi dal Darmbach (un piccolo torrente che una volta attraversava la città). In realtà il torrente ricevette il nome attuale molto più tardi, per via della città, e non viceversa.
Darmstadt ottenne il rango di città dall'imperatore del Sacro Romano Impero Ludovico il Bavaro nel 1330, e a quel tempo apparteneva ai conti di Katzenelnbogen. La città, all'epoca chiamata Darmstait, divenne residenza secondaria dei conti, con la costruzione di un piccolo castello nello spazio ora occupato da un edificio ben più grande.
Quando la casata dei Katzenelnbogen si estinse nel 1749, la città fu assoggettata al Langraviato d'Assia, e fu sede del langravio in carica (1567-1806) ed in seguito (fino al 1918) dei granduchi d'Assia.

### Era industriale

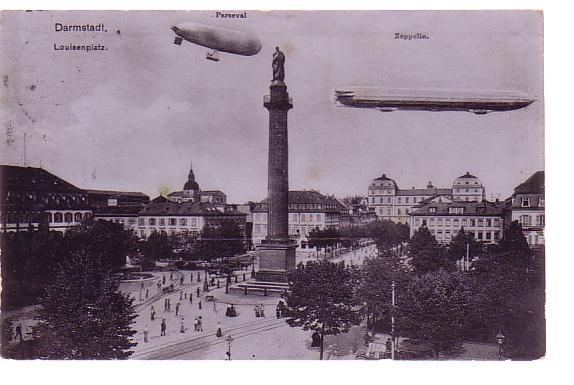
Darmstadt nel 1909

La popolazione della città nel corso del XIX secolo aumentò da poco più di 10 000 a 72 000 abitanti. Nel 1877 fu fondata una scuola politecnica, che in seguito sarebbe diventata l'università tecnica oggi nota come TU Darmstadt.
Al principio del XX secolo Darmstadt fu un centro importante del movimento artistico Jugendstil, la versione tedesca dell'Art Nouveau. I concorsi annuali di architettura portarono alla costruzione di molti tesori architettonici di tale periodo. Nella stessa epoca, e precisamente nel 1912, il chimico Anton Kollisch, per conto della casa farmaceutica Merck, sintetizzò a Darmstadt per la prima volta il composto MDMA (comunemente detto ecstasy). Il territorio comunale di Darmstadt fu esteso nel 1937 fino a comprendere le località confinanti di Arheilgen e Eberstadt, e nel 1938 la città fu separata amministrativamente dal distretto (Kreis) circostante.

### Germania nazista
Darmstadt fu la prima città a costringere i negozi ebraici alla chiusura all'inizio del 1933, poco dopo che i nazisti erano andati al potere in Germania.
I negozi furono chiusi solo per un giorno "perché mettevano in pericolo l'ordine e la tranquillità del comune".
Nel 1942 più di 3 000 ebrei di Darmstadt furono dapprima ristretti in un campo di transito istituito nella Liebigschule, poi deportati nei campi di concentramento in cui per lo più persero la vita.
Molti importanti membri del movimento tedesco di resistenza al nazismo erano cittadini di Darmstadt, tra cui Wilhelm Leuschner e Theodor Haubach, entrambi giustiziati per essersi opposti al regime di Hitler.
Darmstadt fu bombardata per la prima volta il 30 luglio 1940, e questo sarebbe avvenuto ancora in altre 34 incursioni durante la seconda guerra mondiale. Il centro storico fu ampiamente distrutto dal bombardamento britannico dell'11 settembre 1944. Questo attacco fu un esempio della tecnica firestorm, che fu poi impiegata contro la storica città di Dresda nel febbraio del 1945. Per creare una firestorm (tempesta di fuoco) si sgancia attorno alla città un gran numero di bombe incendiarie prima di lanciare le "normali" bombe esplosive: così si innesca un processo di combustione auto-alimentato in cui le correnti d'aria generate dall'incendio garantiscono che esso continui a bruciare finché abbia consumato tutto ciò che può ardere.
Darmstadt era stata scelta come bersaglio secondario dell'attacco, ma fu "promossa" a obiettivo principale poiché le nuvole rilevate sull'originario obiettivo principale avrebbero vanificato ogni tentativo di ricognizione finalizzata a valutare gli effetti ottenuti dal bombardamento. Durante questo attacco si stima che da 11 000 a 12 500 abitanti morirono bruciati, e da 66 000 a 70 000 rimasero senza un tetto. Più di tre quarti del centro di Darmstadt rimase distrutto. La ricostruzione del dopoguerra fu compiuta in uno stile architettonico relativamente semplice, anche se alcuni edifici storici furono ripristinati nel loro aspetto originale dopo che la città era stata conquistata dalla 4th Armored Division USA il 20 marzo 1945.

### Secondo dopoguerra
Tra il XIX e il XX secolo Darmstadt divenne sede di molte società tecnologiche ed istituti di ricerca, e dal 1997 ha cercato di affermare la propria immagine come "città della scienza". È ben nota come centro di alta tecnologia nelle vicinanze dell'aeroporto di Francoforte, con importanti attività nelle operazioni aerospaziali (Centro europeo per le operazioni spaziali, EUMETSAT), chimica, farmacia, informatica, biotecnologia, telecomunicazioni (rilevante presenza Deutsche Telekom) e meccatronica. Nel 2000 la regione di Darmstadt si è piazzata al terzo posto (su 97) nella classifica delle regioni tedesche più progredite tecnologicamente, stilata dal periodico Wirtschaftswoche.
La TU Darmstadt è uno dei più importanti istituti tecnici in Germania ed è ben nota in fatto di ricerca e insegnamento nelle discipline ingegneristiche elettriche, meccaniche e civili. Assieme ad altre istituzioni del settore terziario, la TU si prende cura della nutrita popolazione studentesca cittadina, che nel 2004 raggiungeva le 33 547 unità.

### Simboli
Lo stemma è stato concesso nelle forme attuali nel 1917 dall'allora granduca d'Assia Ernesto Luigi.

## Geografia fisica
Darmstadt è divisa in quattro zone geografiche diverse: l'ovest del territorio fa parte della valle del Reno, che fino alla confluenza con il Meno (da Basilea fino ai pressi di Magonza e Wiesbaden) forma una pianura. Nella parte sud del territorio comunale ed al confine della pianura del Reno inizia la Bergstraße, una zona collinare con un clima favorevole alla viticoltura. Il sud-est della città fa parte del Odenwald anteriore, il nord-ovest del Messler Hügelland, entrambi caratterizzati da colline e bosco. La città è bagnata dal piccolo Darmbach e nella frazione Eberstadt dal Modau.
Si trova a circa 25 km a sud da Francoforte sul Meno, 30 km a nord-est di Mannheim e circa 50 km a nord di Heidelberg.

## Organizzazione urbana
Il territorio della città si divide in nove circoscrizioni: Darmstadt-Mitte, Darmstadt-Nord, Darmstadt-Ost, Bessungen, Darmstadt-West, Arheilgen, Eberstadt, Wixhausen e Kranichstein.

## Monumenti e luoghi di interesse
- Monumento di Ludovico I, Granduca di Assia-Darmstadt (al centro di Luisenplatz)
- Castello
- Mathildenhöhe, con la cappella russa
- Orangerie
- Casa natìa del barone Von Jugen da Peply (mecenate e illuminato precursore dell'università della città)
- Luisenplatz
- Vortexgarten Mathildenhöhe
- Chiesa di San Luigi

## Infrastrutture e trasporti

### Strade
La città è servita da due autostrade: la Bundesautobahn 5 e la Bundesautobahn 67. Sono presenti inoltre, lungo l'asse nord-sud della città, la strada federale Bundesstraße 3, e lungo quello est-ovest la Bundesstraße 26.

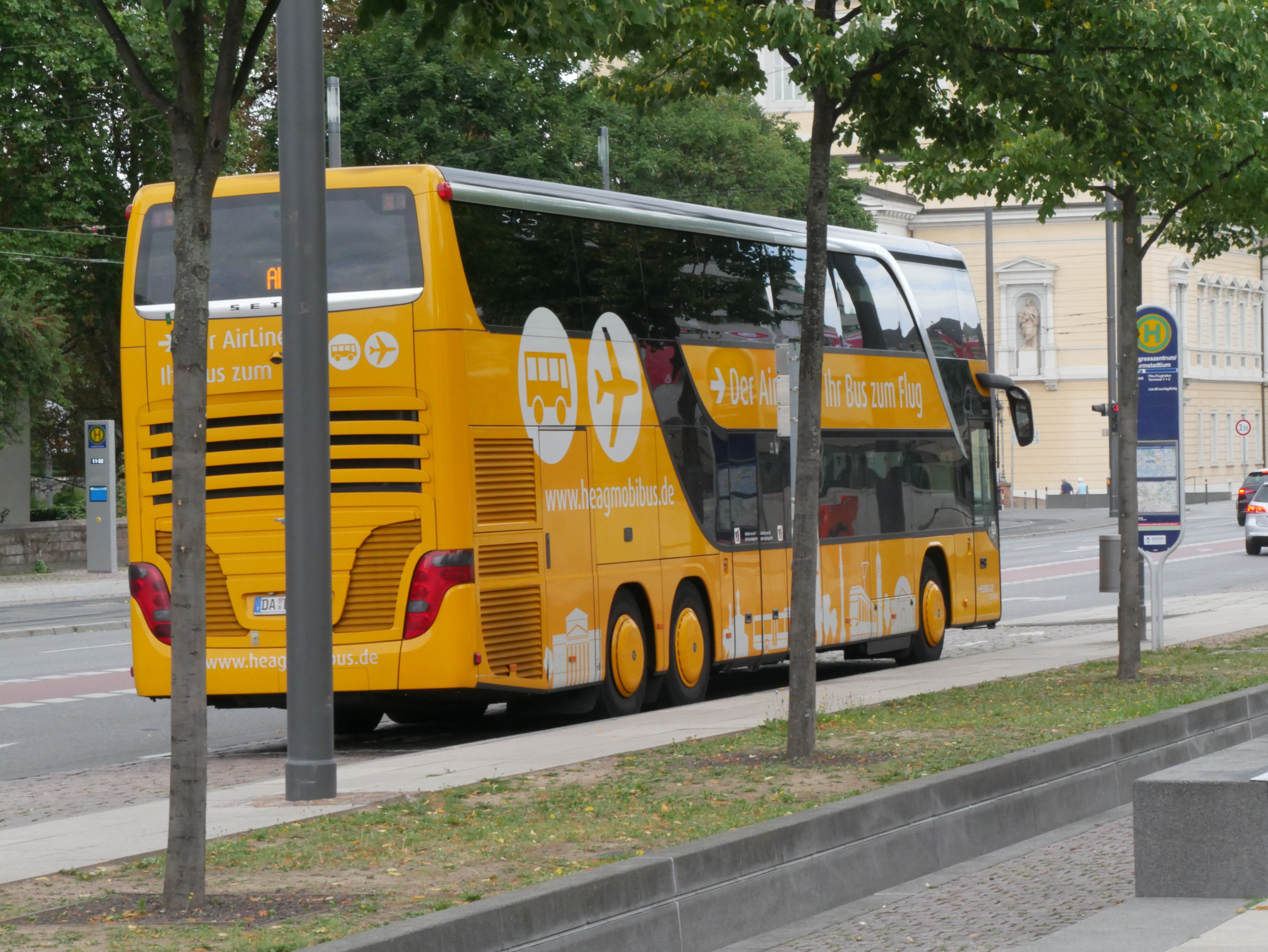
Bus Airliner che connette Darmstadt all'aeroporto internazionale di Francoforte sul Meno.

### Ferrovie
La città è connessa alla S-Bahn Reno-Meno con la linea S3, oltre ad altri centri limitrofi tramite svariate linee ferroviarie regionali che servono la stazione di Darmstadt Centrale e le stazioni secondarie, tra le quali vi sono la stazione di Darmstadt Sud, la stazione di Darmstadt Nord, la stazione di Darmstadt Wixhausen e la stazione di Darmstadt Arheilgen.

### Tranvie
La città è servita da un'ampia rete tranviaria con 9 linee.

### Aeroporti
La pista più vicina alla città è quella dell'aeroporto di Griesheim, in passato aeroporto militare della NATO, ora usato perlopiù dall'Università tecnica di Darmstadt per esperimenti e voli con piccoli aerei. L'aeroporto civile attualmente usato più vicino è l'aeroporto di Francoforte-Egelsbach, 5 km a nord di Darmstadt, seguito dall'aeroporto internazionale di Francoforte sul Meno, situato 20 km a nord della città, a cui è connesso dall'autobahn 5, dai treni della S-Bahn, da diverse linee di autobus e dalla linea di autobus diretta "Airliner".

## Sport
La squadra locale è lo Sportverein Darmstadt 1898 che attualmente milita in Bundesliga.

## Cultura

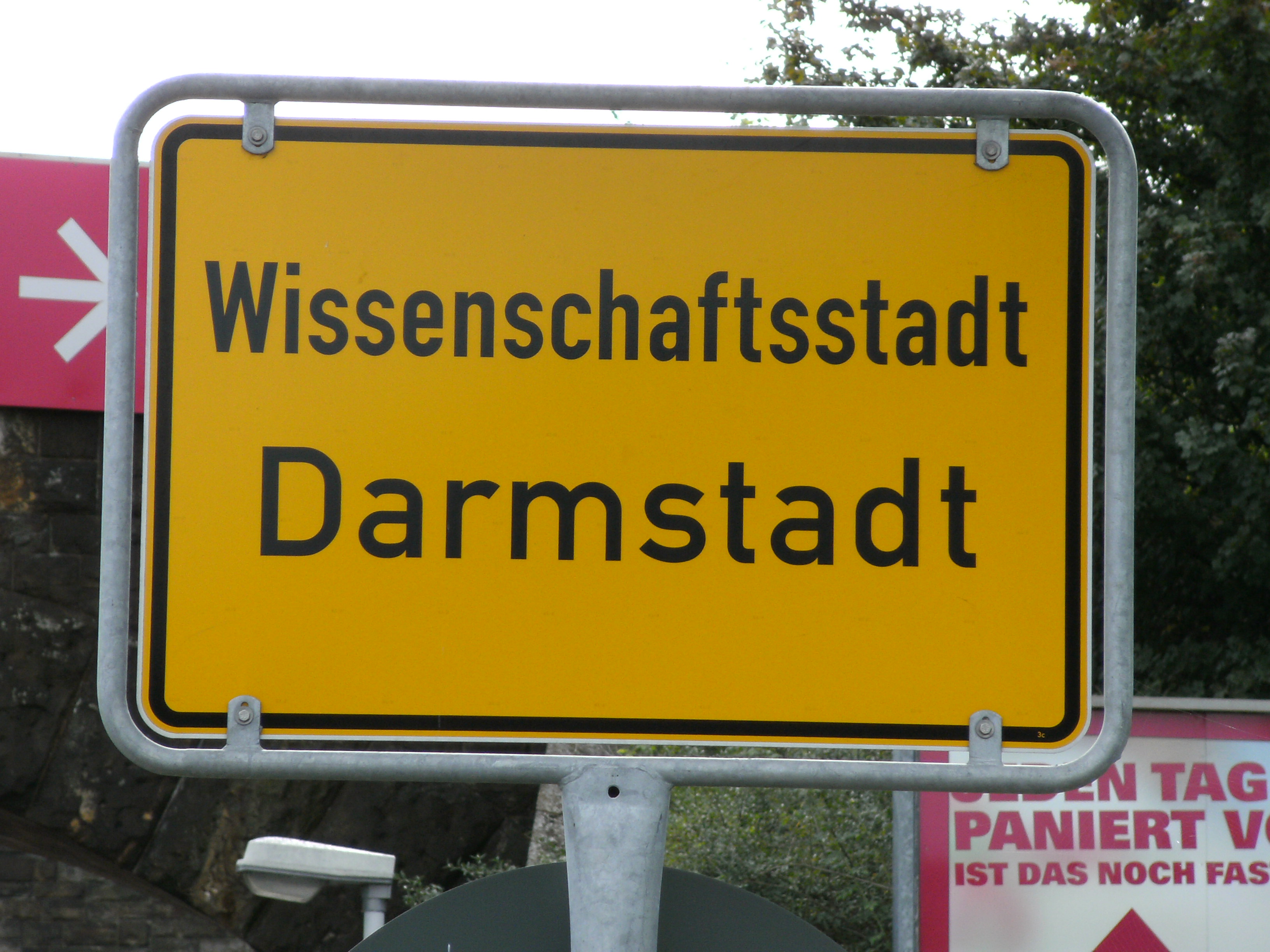
Darmstadt ha ufficialmente il titolo di Wissensschaftsstadt, ("città della scienza") che viene attribuito dalle autorità federali per meriti eccezionali.

### Musica
L'Internationales Musikinstitut Darmstadt, che possiede una delle più grandi collezioni di spartiti del secondo dopoguerra, è anche la sede, con cadenza biennale, della Internationale Ferienkurse für Neue Musik, una scuola estiva di musica classica contemporanea fondata da Wolfgang Steinecke. Nel corso degli anni, fra i suoi allievi e insegnanti hanno figurato un gran numero di importanti compositori appartenenti all'avanguardia musicale, e tra gli altri: Olivier Messiaen, Luciano Berio, Milton Babbitt, Pierre Boulez, Luigi Nono, John Cage, Bruno Maderna, György Ligeti, Iannis Xenakis, Karlheinz Stockhausen, Mauricio Kagel. L'importanza di questi corsi nell'indirizzare la musica classica della seconda parte del XX secolo fu tale da fare designare con il nome di "Scuola di Darmstadt" i compositori che vi si ritrovavano attorno agli anni 1950.
Il Jazz-Institut Darmstadt possiede il più grande archivio pubblico di musica jazz.

### Letteratura
La Deutsche Akademie für Sprache und Dichtung è un importante centro per la ricerca sulla lingua tedesca. Il premio intitolato alla memoria di Georg Büchner, bandito dall'accademia con cadenza annuale, è considerato il più prestigioso per gli scrittori in lingua tedesca.

### Musei
- Hessisches Landesmuseum Darmstadt
  - Bruegel il Vecchio, Gazza sulla forca, 1568

### Università e ricerca

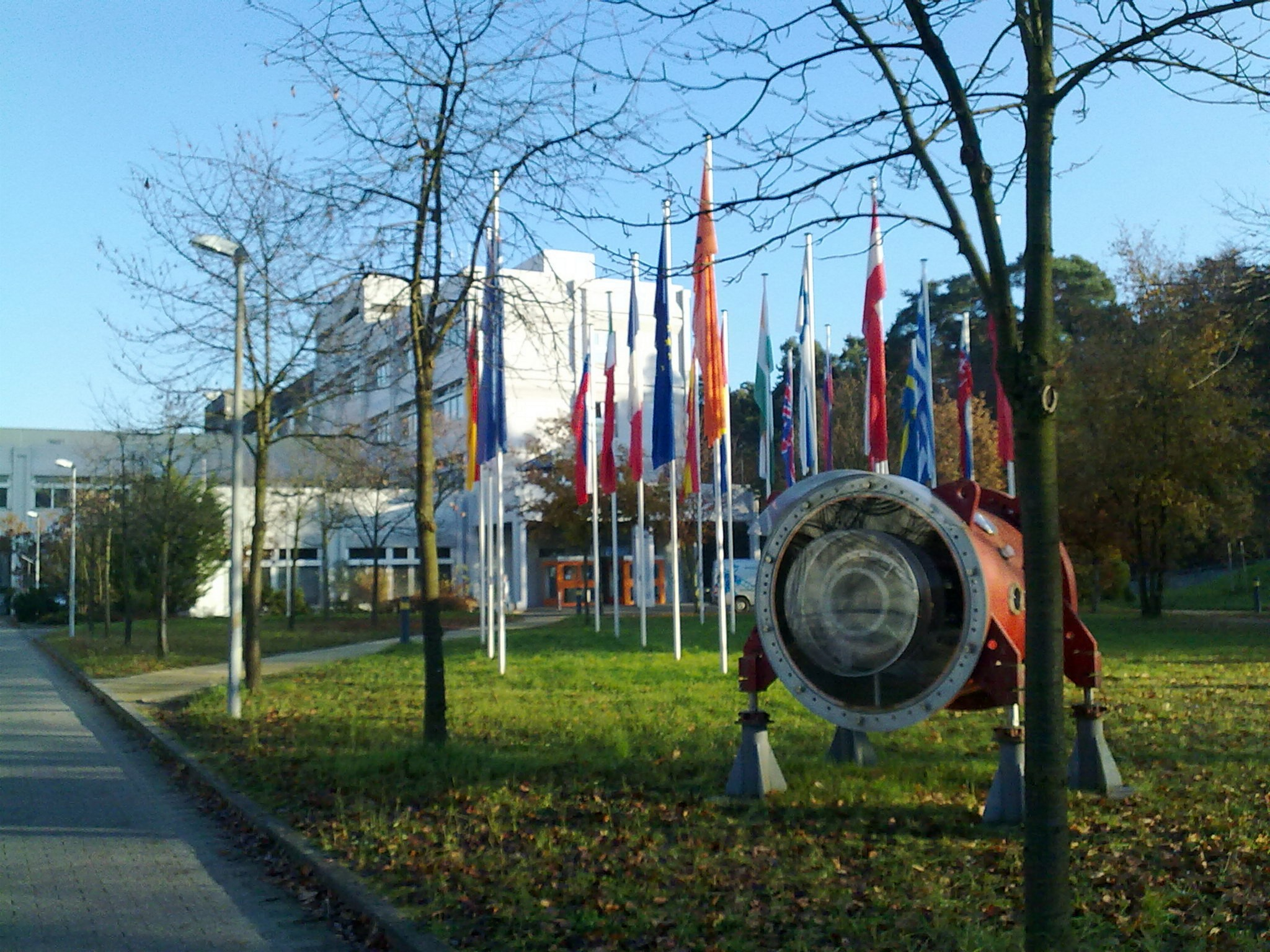
L'ingresso della GSI con le bandiere dei paesi partecipanti alla collaborazione FAIR

Darmstadt è sede della Technische Universität Darmstadt e della Fachhochschule Darmstadt.
È denominata "Città della scienza" anche per la presenza di numerosi istituti scientifici.
Darmstadt è sede di ESOC (European Space Operations Centre) dell'ESA e della GSI, un centro di ricerca sugli ioni pesanti dove tra l'altro furono scoperti sei elementi chimici (fra cui il darmstadtio che prende il nome dalla città).
Darmstadt è anche la sede dell'EUMETSAT, agenzia che gestisce satelliti meteorologici, tra cui Meteosat.
A Darmstadt ha i suoi quartieri generali la Merck KGaA, importante società nel campo chimico-farmaceutico.
Dopo una serie di studi già negli anni 1970 a partire dal 1990 a Darmstadt si sono sviluppate le prime Passivhaus.

## Amministrazione

### Gemellaggi
- Alkmaar, dal 1958
- Troyes, dal 1958
- Chesterfield, dal 1959
- Graz, dal 1968[20]
- Jakutsk, dal 1992
- Trondheim, dal 1968
- Bursa, dal 1971
- Płock, dal 1988
- Freiberg, dal 1990
- Szeged, dal 1990
- Brescia, dal 1991
- Saanen/Gstaad, dal 1991
- Užhorod, dal 1992
- Liepāja, dal 1993
- Logroño, dal 2002
- Nahariya, dal 2023